# Eugen Burg
Eugen Burg (6 de enero de 1871 – 17 de abril de 1944) fue un actor y director cinematográfico alemán. 

## Biografía
Su verdadero nombre era Eugen Hirschburg, y nació en Berlín, Alemania, en el seno de una familia de origen judío, aunque él más adelante se convirtió al protestantismo. Eugen Burg tenía ya 43 años y era un conocido actor teatral cuando debutó en 1914 ante las cámaras, actuando para la compañía berlinesa Projektions-AG Union. Trabajó en algo más de ochenta películas, gran parte de ellas mudas, ocupándose también de tareas de dirección desde 1916 hasta 1920. Su primera cinta sonora fue Der Greifer (1930), en la cual trabajaba su alumno y buen amigo Hans Albers.
Con la llegada al poder de los nazis en 1933, debido a su condición de judío perdió Burg su colaboración con Universum Film AG, siendo excluido de la industria por el Reichsfachschaft Film, finalizando así de manera súbita su carrera en el cine. Burg fue deportado el 28 de enero de 1943 al Campo de  concentración de Theresienstadt, donde murió a los 73 años de edad en circunstancias no aclaradas.
Eugen Burg fue padre de la actriz Hansi Burg.

## Filmografía
como actor, a menos que se especifique lo contrario
- 1914: Marketenderin
- 1915: Robert und Bertram. Die lustigen Vagabunden
- 1915: Nur eine Lüge. Colombine
- 1915: Nahira. Die Hand am Vorhang
- 1915: Der schwarze Moritz - guionista
- 1915: Der möblierte Herr
- 1915: Das dunkle Schloß
- 1916: Gräfin Lukani/Gaugräfin Fifi - director
- 1916: Gaugräfin Fifi - director
- 1916: Alles aus Gefälligkeit - director, actor, guionista
- 1917: Der karierte Regenmantel
- 1917: Der Fall Hirn
- 1917/1918: Genie und Liebe
- 1918: Im Schloß am See - director, actor
- 1918: Elly und Nelly - director
- 1918: Du sollst nicht töten - director
- 1918: Die Prinzessin von Montecuculi
- 1918: Der Erbe von Skialdingsholm - director, actor
- 1918/1919: Liebe, die sich frei verschenkt - director
- 1919/1920: Salome - director
- 1919: Mutter Erde - director, actor
- 1919: Gezeichnete Mädchen - director
- 1919: Eine Nacht, gelebt im Paradiese - director
- 1919: Die da sterben, wenn sie lieben - director
- 1919: Der violette Tod - director
- 1919/1920: Das Land der Verheißung - director, actor
- 1919: Das Hexenlied - director
- 1919: Das Geheimnis des Schafotts - director, actor
- 1919: Das Geheimnis der Wera Baranska - director
- 1919: Das Abenteuer der Bianetta - director
- 1920: Seelen im Sumpf - director
- 1920: Oberst Chabert - director, actor
- 1920: Ninon de l'Enclos - director
- 1921: Fridericus Rex
- 1920/1921: Die große und die kleine Welt
- 1920: Die Schmugglerin - director, actor
- 1920: Die Scheidungs-Ehe - director
- 1920/1921: Die Diktatur der Liebe. 2. Die Welt ohne Liebe
- 1920: Der wird geheiratet - director, guionista
- 1920: Der Kelch der Keuschheit - director
- 1921: Violet
- 1921: Die schwarze Pantherin
- 1922: Wenn die Maske fällt
- 1922: Mignon
- 1922: Marie Antoinette, das Leben einer Königin
- 1922/1923: Ein Kind - ein Hund
- 1922: Die vom Zirkus. Die Zirkusdiva
- 1922: Die Lüge eines Sommers
- 1922: Der bekannte Unbekannte
- 1922/1923: Alt-Heidelberg
- 1923: S.O.S. Die Insel der Tränen
- 1923: Gobseck
- 1924: Hotel Potemkin
- 1924: Max, der Zirkuskönig
- 1924: Das schöne Abenteuer
- 1926: Was ist los im Zirkus Beely?
- 1926/1927: Rinaldo Rinaldini. Abenteuer eines Heimgekehrten
- 1926: Eine Dubarry von heute
- 1926: La escuadra hundida
- 1926: Die lachende Grille
- 1926: Die dritte Eskadron
- 1926/1927: Die Jagd nach der Braut
- 1926: Die Flucht in den Zirkus
- 1926/1927: Der Zigeunerbaron
- 1926: Das süße Mädel
- 1926/1927: Das edle Blut
- 1926: Achtung Harry! Augen auf!
- 1927/1928: Wer das Scheiden hat erfunden
- 1927: Sein größter Bluff
- 1927: Schwere Jungens - leichte Mädchen
- 1927/1928: Panik
- 1927/1928: Mädchen, hütet Euch!
- 1927: Herkules Maier
- 1927: Glanz und Elend der Kurtisanen
- 1927: Es zogen drei Burschen/Drei Seelen und ein Gedanke
- 1927: Die Geliebte
- 1927: Der Mann ohne Kopf
- 1927: Das tanzende Wien. An der schönen blauen Donau, 2ª parte
- 1928: Mädchenschicksale
- 1928: Mann gegen Mann
- 1928: Gaunerliebchen
- 1928: Der erste Kuß
- 1928: Der Adjutant des Zaren
- 1929: Spielereien einer Kaiserin
- 1929: Spiel um den Mann
- 1929: Ohne Geld durch die Welt
- 1929: Morgenröte
- 1929: Ludwig der Zweite, König von Bayern
- 1929: Jennys Bummel durch die Männer
- 1929: Ja, ja, die Frau'n sind meine schwache Seite
- 1929: Flucht in die Fremdenlegion
- 1930: Der Greifer
- 1930: 1914, die letzten Tage vor dem Weltbrand
- 1931: Mary
- 1931/1932: Holzapfel weiß alles
- 1931: Elisabeth von Österreich
- 1931/1932: Der Sieger
- 1931: Der Draufgänger
- 1932: Der Stolz der 3. Kompanie
- 1932: Unmögliche Liebe
- 1932: Teilnehmer antwortet nicht
- 1932: Streichquartett
- 1932: Der weiße Dämon

## Enlaces exterxnos
- Eugen Burg en Internet Movie Database (en inglés).
- Burg en db.yadvashem.org
- Burg en portal.dnb.de
- Burg en Filmportal.de
- Foto y breve biografía en Cyranos.ch

- Datos: Q87816
- Multimedia: Eugen Burg / Q87816